# فيلي آدامز (لاعب كرة قدم أمريكية)
فيلي آدامز (بالإنجليزية: Willie Adams)‏ هو لاعب كرة قدم أمريكية أمريكي، ولد في 12 ديسمبر 1941 في كوربوس كريستي في الولايات المتحدة.

## وصلات خارجية
- ويلي آدامز على موقع مرجع كرة القدم المحترفة.كوم (الإنجليزية)